# Saint-Amans-de-Pellagal
Saint-Amans-de-Pellagal är en kommun i departementet Tarn-et-Garonne i regionen Occitanien i södra Frankrike. Kommunen ligger i kantonen Lauzerte som tillhör arrondissementet Castelsarrasin. År 2022 hade Saint-Amans-de-Pellagal 214 invånare.

## Befolkningsutveckling
Antalet invånare i kommunen Saint-Amans-de-Pellagal
| Referens: INSEE |